# Inmigración alemana en Polonia
La inmigración alemana en Polonia se refiere al asentamiento de alemanes en uno de sus países limítrofes. La minoría alemana registrada en Polonia en el censo nacional de 2011 constaba de 148 mil personas, de las cuales 64 000 declararon ser tanto alemanes como polacos y 45 000 exclusivamente alemanes. En el censo de 2002 había 152.900 personas declaradas alemanes.
El alemán se utiliza en ciertas áreas del Voivodato de Opole (alemán: Woiwodschaft Oppeln), donde reside la mayor parte de alemanes y en el Voivodato de Silesia (alemán: Woiwodschaft Schlesien). La lista electoral de la Minoría Alemana tiene actualmente un escaño en el Sejm (parlamento polaco) (había cuatro entre 1993 y 1997), que se benefician de la actual disposición en la ley electoral polaca que exime a las minorías nacionales el 5% del umbral nacional.
Hay 325 escuelas polacas que utilizan el idioma alemán como primera lengua de enseñanza, con más de 37.000 estudiantes. La mayoría de los miembros de la minoría alemana son católicos, y algunos son protestantes (Iglesia Evangélica-Augsburgo). Varios periódicos de lengua alemana y revistas se publican en Polonia.
Alemán polaco (en alemán: Deutsche Polen, y en polaco: Polacy pochodzenia niemieckiego) se refiere a cualquiera de los polacos de origen alemán o en ocasiones a los ciudadanos polacos cuyos antepasados han tenido la nacionalidad alemana antes de la Segunda Guerra Mundial, independientemente de su origen étnico.

## Historia

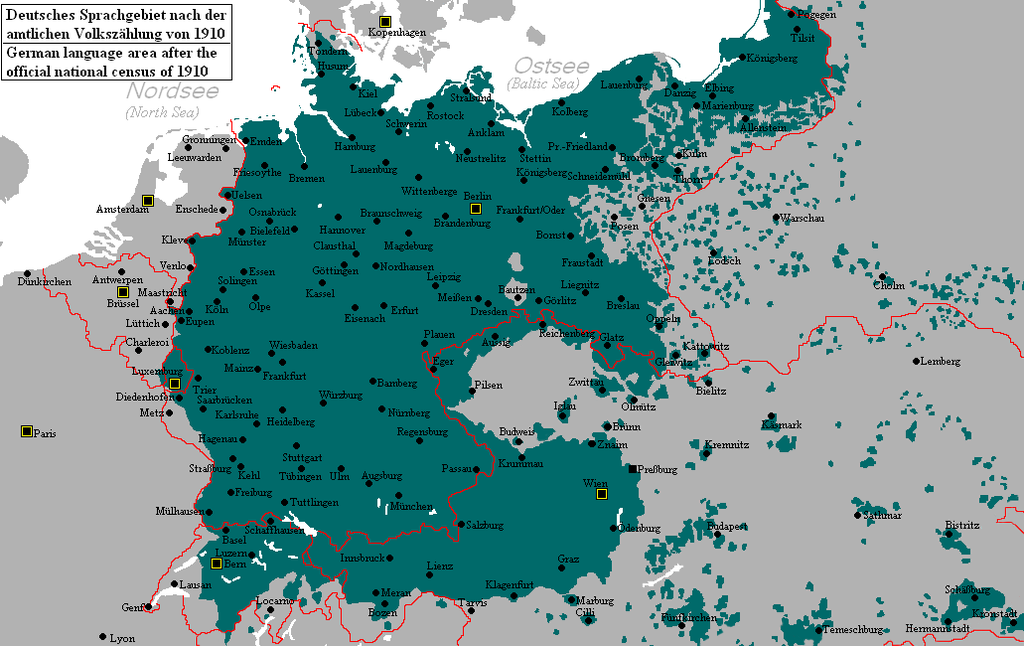
Territorios históricos de habla alemana hacia 1910-11.

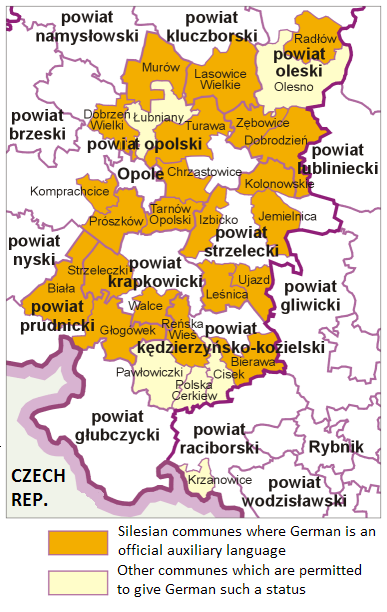
Estatus del idioma alemán en Silesia.

La región del Sudetenland se situaba en los límites del antiguo reino de Bohemia, que incluía Moravia y posteriormente Silesia, y fue parte del Sacro Imperio Romano Germánico. Tras la caída de la dinastía checa Přemyslid, el reino fue gobernado sucesivamente por la casa de Luxemburgo, los Jagiellonios y finalmente los Habsburgo. A partir del siglo XIII, la región había sido poblada por colonos alemanes, invitados a asentarse por los reyes de Bohemia. Con los Habsburgo la región quedó incluida en su reino y así permanecería hasta el nacionalismo del siglo XIX, cuando emergen los primeros conflictos entre checos y alemanes.[cita requerida]

## Estadísticas
Según el censo de 2002 (en), la mayoría de los alemanes en Polonia (92,9%) viven en Alta Silesia. De los cuales unos 104.399 residen en el voivodato de Opole (un 71,0% de todos los alemanes en Polonia y el 9,9% de la población local) y unos 30.531 en el voivodato de Silesia (el 20,8% de todos los alemanes en Polonia y el 0,6% de la población local). 1.792 alemanes habitan en la Baja Silesia, es decir, el 1,2% de todos los alemanes en Polonia, aunque sólo el 0,06% de la población local. Una segunda región con una minoría alemana notable es Masuria, con 4.311 viven en el Voivodato de Varmia y Masuria, correspondiente al 2,9% de todos los alemanes en Polonia, y el 0,3% de la población local polaca.
Las ciudades con concentraciones particularmente elevadas de hablantes de alemán en Opole incluyen: Strzelce Opolskie, Dobrodzień, Prudnik, Głogówek y Gogolin.
En los restantes 12 voivodatos de Polonia, el porcentaje de los alemanes en la población se encuentra solamente entre el 0,007 y 0,092 %.
| Región                            | Población  | Alemanes | % de alemanes |
| --------------------------------- | ---------- | -------- | ------------- |
| Polonia                           | 38.511.824 | 147.814  | 0,38          |
| Voivodato de Opole                | 1.016.212  | 78.595   | 7,73          |
| Voivodato de Silesia              | 4.630.366  | 35.187   | 0,76          |
| Voivodato de Varmia y Masuria     | 1.452.147  | 4.843    | 0,33          |
| Voivodato de Pomerania            | 2.276.174  | 4.830    | 0,21          |
| Voivodato de Pomerania Occidental | 1.722.885  | 3.535    | 0,21          |
| Voivodato de Lubusz               | 1.022.843  | 1.846    | 0,18          |
| Voivodato de Baja Silesia         | 2.915.241  | 5.032    | 0,17          |
| Voivodato de Cuyavia y Pomerania  | 2.097.635  | 2.507    | 0,12          |
| Voivodato de Gran Polonia         | 3.447.441  | 3.421    | 0,10          |
| Voivodato de Mazovia              | 5.268.660  | 2.937    | 0,06          |
| Voivodato de Łódź                 | 2.538.677  | 1.489    | 0,06          |
| Voivodato de Podlaquia            | 1.202.365  | 438      | 0,04          |
| Voivodato de Lublin               | 2.175.700  | 819      | 0,04          |
| Voivodato de Pequeña Polonia      | 3.337.471  | 1.315    | 0,04          |
| Voivodato de Subcarpacia          | 2.127.286  | 590      | 0,03          |
| Voivodato de Santa Cruz           | 1.280.721  | 430      | 0,03          |

## Bibliografía adicional

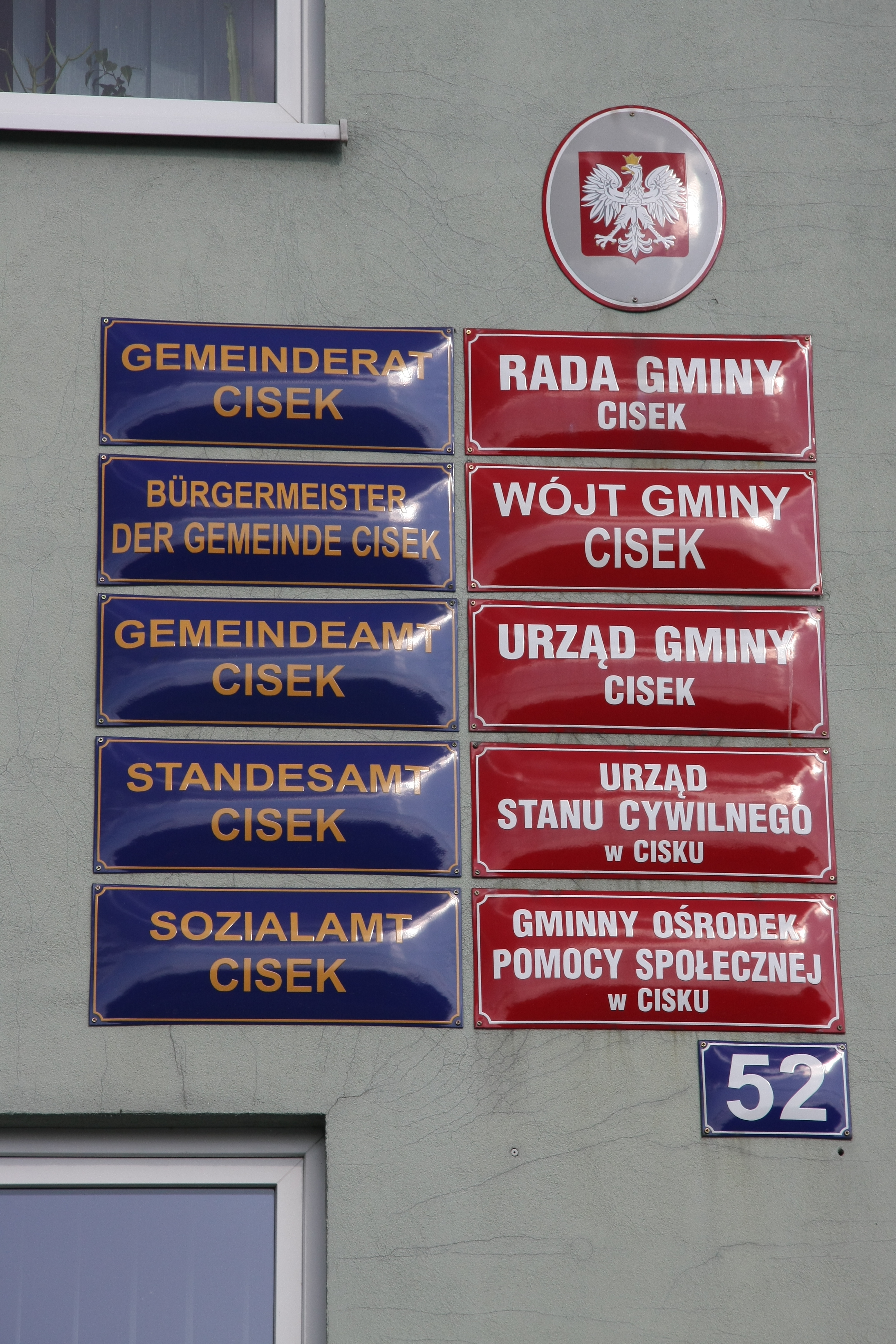
Señalética bilingüe en polaco y alemán en Cisek.

### Mapas estadísticos
|                                        |
| Porcentaje de alemanes en Alta Silesia |

|                                   |
| Porcentaje de alemanes en Mazuria |

|                                                      |
| Porcentaje de germanoparlantes en Polonia hacia 1931 |

|                                              |
| Votos de la minoría alemana en Opole en 2007 |

|                                                        |
| En azul, áreas con nombres alemanes en Silesia y Opole |